# ياسويوكي مورياما
ياسويوكي مورياما (باليابانية: 森山 泰行) (1 مايو 1969 في غيفو في اليابان – )؛ هو لاعب كرة قدم ياباني سابق كان يلعب كمهاجم. سبق له أن لعب مع منتخب اليابان.

## وصلات خارجية
- ياسويوكي مورياما على موقع رابطة كرة القدم اليابانية للمحترفين (اليابانية)
- ياسويوكي مورياما على موقع قاعدة بيانات كرة القدم.إي يو (الإنجليزية)
- ياسويوكي مورياما على موقع ناشيونال فوتبول تيمز (الإنجليزية)
- ياسويوكي مورياما على موقع Soccerway.com (الإنجليزية)
- ياسويوكي مورياما على موقع عالم كرة القدم.نت (الإنجليزية)

- National Football Teams
- Japan National Football Team Database